# Mój własny wróg (film)
Mój własny wróg (tytuł oryginalny Enemy Mine) – film fabularny science-fiction produkcji amerykańskiej z 1985, na podstawie nagrodzonego Nebulą opowiadania pod tym samym tytułem Barry'ego B. Longyeara.

## Fabuła
Ludzkość toczy we wszechświecie wojnę z rasą Draków. Pilot Willis Davidge zmuszony jest do awaryjnego lądowania na wulkanicznej planecie Fyrine IV. W obcym świecie rozbija się również Shigan – przedstawiciel cywilizacji Draków. Aby przetrwać w obcym i wrogim środowisku, Davidge i Shigan muszą współpracować. Z czasem dawni wrogowie uczą się języka, zwyczajów i religii przeciwnika. Stopniowo wrogość zastępowana jest przez przyjaźń.
Na Fyrine IV przychodzi na świat dziecko Shigana, jednocześnie sam Drak umiera, wymuszając na Willisie obietnicę zaopiekowania się potomkiem. Kilka lat później na planecie ląduje statek ludzkich handlarzy niewolnikami, którzy polują na Draków, by wykorzystać ich do ciężkiej pracy w kopalniach. W ręce handlarzy dostaje się młody Drak. Willis stara się go uwolnić.

## Nominacje
| Rok  | Nagroda | Tytuł | Skutek    | Źródło |
| ---- | ------- | --- | --------- | ------ |
| 1986 | Hugo    | Najlepsza prezentacja dramatyczna Edward Khmara, Wolfgang Petersen na podstawie opowiadania B. Longyear o tym samym tytule | Nominacja | [ 1 ]  |
| 1986 | Saturn  | Najlepszy aktor Louis Gossett Jr.                                                                                          | Nominacja | [ 1 ]  |
| 1986 | Saturn  | Najlepsza charakteryzacja                                                                                                  | Nominacja | [ 1 ]  |
| 1986 | Saturn  | Najlepszy aktor Louis Gossett Jr.                                                                                          | Nominacja | [ 1 ]  |